# Ché Nunnely
Ché Nunnely, né le 4 février 1999 à Almere aux Pays-Bas, est un footballeur néerlandais qui évolue au poste d'ailier droit.

## Biographie

### Ajax Amsterdam
Né à Almere aux Pays-Bas, Ché Nunnely est formé par le club de sa ville natale, l'Almere City, avant de poursuivre sa formation au FC Utrecht puis à l'Ajax Amsterdam.
Nunnely fait ses débuts en professionnel avec le Jong Ajax, l'équipe réserve de l'Ajax qui évolue en deuxième division néerlandaise. Il joue son premier match dans cette compétition face au FC Emmen, en entrant en jeu à la place de Kaj Sierhuis (0-0 score final). 

### Willem II
Le 19 juin 2019, est annoncé le transfert de Ché Nunnely au Willem II. Il joue son premier match le 2 août 2019, en étant titularisé lors de la première journée de la saison 2019-2020 d'Eredivisie face au PEC Zwolle. Il prend part à l'intégralité de cette rencontre remportée par son équipe (1-3). Le 10 novembre 2019, Nunnely inscrit ses deux premiers buts pour Willem II, en championnat, face au PSV Eindhoven. Ces deux réalisations permettent à son équipe de s'imposer ce jour-là (2-1).
Lors de la saison 2021-2022 il ne peut éviter la descente de son équipe qui, terminant 17e du championnat, est reléguée en deuxième division.

### SC Heerenveen
Sans club depuis son départ, libre, de Willem II à l'été 2022, Ché Nunnely rejoint le SC Heerenveen, s'engageant avec les Superfriezen le 19 janvier 2023 pour un contrat courant jusqu'en juin 2023, avec une option de deux saisons supplémentaires,.
Nunnely inscrit son premier but pour Heerenveen le 28 mai 2023, lors de la dernière journée de la saison 2022-2023 d'Eredivisie, contre le Go Ahead Eagles. Entré en jeu à la place d'Antoine Colassin, il participe à la victoire de son équipe par deux buts à zéro.

### En sélection nationale
Avec les moins de 15 ans, il se met en évidence en étant l'auteur d'un triplé contre la Serbie, en avril 2014. Son équipe s'impose sur le très large score de 6-1.
Avec l'équipe des Pays-Bas des moins de 17 ans, il participe au championnat d'Europe des moins de 17 ans en 2016. Lors de ce tournoi organisé en Azerbaïdjan, il se distingue en marquant un but face à l'Italie en phase de poule, permettant à son équipe de s'imposer (0-1). En tout, il joue cinq matchs. Les jeunes néerlandais s'inclinent en demi-finale face au Portugal (2-0).
Avec l'équipe des Pays-Bas des moins de 19 ans, il participe au championnat d'Europe des moins de 19 ans en 2017. Lors de cette compétition organisée en Géorgie, il joue quatre matchs. Les Pays-Bas s'inclinent en demi-finale face au Portugal. Après le championnat d'Europe, il s'illustre en inscrivant un doublé lors d'une rencontre amicale face à la Finlande. Son équipe s'impose alors sur le score fleuve de 0-9.
Ché Nunnely est convoqué pour la première fois avec l'équipe espoirs en août 2020, pour les matchs de septembre. Le 4 septembre 2020, il figure pour la première fois sur le banc des remplaçants des espoirs, mais sans entrer en jeu, lors d'une rencontre face à la Biélorussie. Ce match gagné sur le très large score de 0-7 rentre dans le cadre des éliminatoires de l'Euro espoirs 2021.